# バタフライナイフ

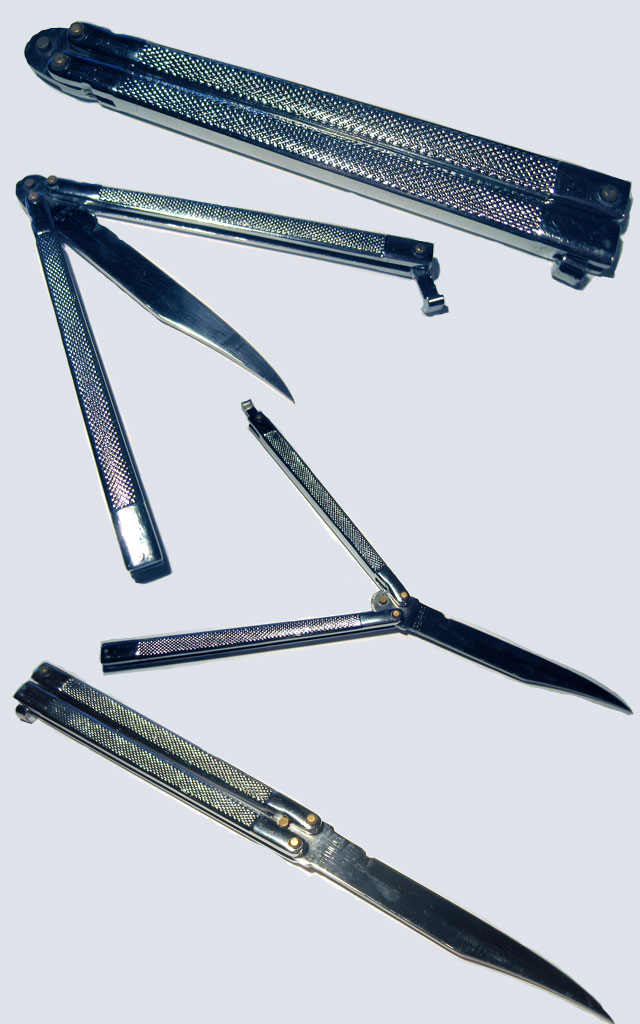
バタフライナイフ

バタフライナイフ（英語: butterfly knife）は、フォールディングナイフ（折り畳みナイフ）の一種であり、有名な同ナイフのメーカーなどから、バリソン（Balisong・タガログ語で蝶の意味）とも呼ばれる。

## 概要
一枚のブレード（刀身）に、溝のついた二分割されたグリップ（柄）がついており、ブレードを上下からはさむように収納するのが特徴。開く際には二つのグリップがそれぞれブレード根本のピンを中心に約180度回転する（一部に例外あり）。
開閉操作には若干の修練を要するが、慣れると非常に便利で、片手で楽に・素早く操作できる。また、独特の開閉アクションから一定数の愛好者も見られる。元々はフィリピンの武具（ファイティングナイフ）に由来するとされる（後述）。
片刃で広義のフォールディングナイフに属するが、中にはグリップの全長を超えたブレードがあるものもあり、これはグリップの末端から刃先が突き出す格好となるため、専用の鞘を必要とする物も見られる。一般にはこれを納める皮製のケースないしポーチ、場合によってはブーツなどに取り付けたりブーツそのものに予めそのような折り畳み式のナイフを納める小物入れがついているものも見られる。
ナイフとして一定の汎用性があり、手入れさえしておけば、リンゴの皮むきや鉛筆を削ったりもできる。しかし、元々が武具で、先端が鋭利であることから、青少年の愛好者が所持する事を問題視する向きもいる（→有害玩具）。

### ロック機構
使用時（開刃時）には、二分割されたグリップを握ることで、ブレードの尾端にあるピンを挟み込みロック（不意に折りたたまれない仕掛け）する。ラッチなどの機構による補助ロックが付く場合もある。
単純なロック機構故に、フォールディングナイフとしては非常にシンプルな構造となっており、これよりもシンプルなものは肥後守くらいである。ロックにバネを使わないため、開閉の抵抗がきわめて小さく、遠心力だけで開閉できる。
「不意のブレード部分の折り畳み」については、肥後守や他のラチェット式のロック機構を持たないナイフに比べると、バタフライナイフの安全性は比較的高い。少なくともハンドル部分を握り締めている限り、構造上ブレード部分が折りたたまれることは無いためである。

操作の一例

反面、装飾的な折り畳みアクションは文字通り「刃物を振り回す」ことになるため、一見すると操作者の指が巻き込まれそうであるなど、非常に危険に見える。ただセオリー通りに扱っている限りは、指に当たるのはナイフの背の部分とハンドルだけであるため、見た目より怪我をする危険性は少ない。それでも手から勢いが付いてすっぽ抜け飛んで行ったり、手を滑らせて落としたり、掴み所を間違えて半開状態でブレード面をハンドルごと掴む危険性も無いとは言い切れない。このため操作練習用の、刃付けがされておらずブレード部はただの金属板という製品も流通している。

### 特徴
上記のロック機構によって、遠心力などを利用した、素早い片手開閉操作が可能である。また、通常左右どちらの手でもまったく同様な開閉動作が保証される。ただし、ブレードの背が指に当たるような開閉操作の際に、本来持たなければならないグリップと、逆のグリップをとり間違えると、怪我を招きやすい。よって、この操作法には若干の修練が必要となる。
単純な構造（パーツ数が少ない造り）で、（若干の修練を必要とするが）安全性・利便性も良い。逆に言えば安価、低品質であってもフォールディングナイフとして作れ、売り物になるという事でもある。実際にそのような安価なナイフが出回り、若者に愛好されることも多い。遠心力を利用した素早い開閉は技術を要するが、見栄えする装飾的な操法もあり、これを競う競技もある。これは、若者に愛好されるもう一つの主要因でもある。
単純な機構であることから同じ技術、同じコストをかければより高剛性のフォールディングナイフを作ることが可能である。しかしその構造上、ブレードの幅に制約があるため湾曲、幅広などのブレードを備えるものは少ない。
長い間使用すると、二つの支点の部分にガタが出易く、グリップを固定してもブレードがぐらつく事がある。これは細かい作業に支障をきたすため、この単純で安価なナイフの「数少ない欠点」ともなっている。

## 歴史
バリソンの起源をフィリピンまで辿ることは容易である。現在もバタンガス州において老若男女すべてに愛用されており、タガイ・タイの麓には"barrio balisong"という、バタフライナイフの名を冠した村もある。
しかしこのような折り畳みナイフが高温多湿のフィリピンで発祥したとは考えがたく、スペイン統治下の時代にヨーロッパから伝来したとの見方が強い。フランス海軍の砲兵ナイフに類似の機構が見られるものがあり、これを起源とする説もあるが確証はない。
第二次世界大戦後にはフィリピン駐留アメリカ軍が、帰国時に米国に持ち込んでいる。フィリピンから盛んに輸入された模様であり、タクティカルナイフ（兵士の携行するlast ditch的ナイフ）の原型とする説もある。その流行は若者に及び、流行の跡は有名なゲーム"Wizardry"のアイテムなどにも見られる（初期の日本語版では「蝶のナイフ」と訳された）。使用人口の急増につれて犯罪使用も増えた。やがて禁止する法律が多くの州で生まれ、連邦レベルでも完成品バタフライナイフの輸入は禁止である。
同様な例は数十年遅れて日本でも発生したが、禁止ではなく「有害玩具指定」および「業界の自主規制」にとどまっている。
フィリピン輸入ではないアメリカのナイフメーカーとしてはバリソン社が挙げられる。バタフライマークを特徴とするこの会社はレス＆ロベルタ・デアシス夫妻により起業され、2度倒産した。第一の倒産後にはパシフィック・カットラリー社として、第二の倒産後にはベンチメイド社として復活して現在に至る。設備の老朽化による数年のブランクを除き、つねにバリソンのラインナップを保持しつづけている。

## 社会問題事象として
日本では、しばしばストリートギャングないしチーマー（古くはパンク・ファッション）といったモラトリアムファッションの延長で、バタフライナイフを携帯する青少年や、それを問題視する者が見いだせる。
このナイフに特徴的な操作方法の「派手さ」あるいは「カッコ良さ」は、モラトリアムファッションに関心のある青少年層を魅了する傾向も見られ、フジテレビのテレビドラマ『ギフト』（1997年4月-6月）作中で木村拓哉演じる主人公が器用に操ったことから流行。
しかし、普段携帯していた少年（ともに中学生）がこのナイフで殺傷事件を起こしたケースが翌1998年に立て続けに2件（うち1件が栃木女性教師刺殺事件）発生したため、社会問題化した。以降、この作品が再放送されることがなくなり､本作のDVD化に際しては該当シーンでナイフにぼかしが挿入された（2019年発売のブルーレイボックスはぼかしは入っていない）｡
同局の『踊る大捜査線』第7話（1997年2月18日）でも布川敏和演じる犯人がこのナイフを扱うシーンがあるが、東海テレビ（2010年代）やテレビ静岡（2024年10月17日）での地上波再放送の際には、ナイフ部分にぼかしを入れる措置が取られた。